# Carla Medina
Carla Medina, née Carla Rubí Medina Villarreal le 29 juin 1984 à Monterrey, est une chanteuse, actrice et présentatrice de télévision mexicaine. Elle est notamment connue pour être la présentatrice de l'émission Disney Channel Zapping Zone.

## Biographie

### Enfance et formation
Née à Monterrey, au Mexique, le 29 juin 1984, elle est la fille de Ruby Villarreal et Carlos Medina.

### Carrière
Carla Medina commence sa carrière à dix ans avec une émission de radio appelée Infantasia de Nucleo Radio Monterrey.[réf. nécessaire] Elle est intégrée en 2002 au programme Zapping Zone de la chaîne Disney avec cinq autres présentateurs.
Également comédienne de doublage, elle prête sa voix à Vidia dans La Fée Clochette (2008) et ses quatre suites. Elle est recrutée par Disney pour être la voix de Trixie dans la version espagnole de Toy Story 3 en 2010.
Diplômée en sciences de l'information et de la communication à l'université de Monterrey, elle a aussi étudié le théâtre, le chant, la danse et le flamenco[réf. nécessaire].

## Doublage

### Films
- 2014 : Les Gardiens de la Galaxie : Gamora (Zoe Saldaña)[3]
- 2017 : Les Gardiens de la Galaxie Vol. 2 : Gamora (Zoe Saldaña)[3]
- 2018 : Avengers: Infinity War : Gamora (Zoe Saldaña)[3]
- 2023 : Les Gardiens de la Galaxie Vol. 3 : Gamora (Zoe Saldaña)[5]

### Films d'animation
- 2004 - 2006 : W.I.T.C.H. : Hay Lin[3]
- 2008 : La Fée Clochette : Vidia[3]
- 2010 : Toy Story 3 : Trixie[3]
- 2010 : Clochette et l'Expédition féerique : Vidia[3]
- 2012 : Clochette et le Secret des fées : Vidia[3]
- 2014 : Toy Story : Hors du temps : Trixie[3]
- 2014 : Clochette et la Fée pirate : Vidia[3]
- 2015 : Clochette et la Créature légendaire : Vidia[3]
- 2016 : Zootopie : Dawn Bellwether[6]
- 2017 : Coco : Departures Agent (voix)[6]
- 2019 : Toy Story 4 : Trixie[3]
- 2021 : Raya et le Dernier Dragon : Sisu[1]
- 2023 : La Petite Sirène : Eurêka

## Chansons
- 1993 : Rema Rema Sin Parar (avec Roger González)
- 1994 : Dos Elefantes
- 1999 : Los Peces en el Río
- 1999 : Había Una Vez Un Barco Chiquito
- 2000 : Chuchuguagua
- 2000 : Aceite de Iguana
- 2002 : Los Cinco Sentidos
- 2002 : Salió la Aeiou (avec Cepillín)
- 2004 : Dentro de Ti (avec Roger González)
- 2006 : Solo Hay Que Intentar (avec Roger González)
- 2008 : Dos Estrellas
- 2009 : Soy Asi
- 2010 : Es Mejor Asi
- 2011 : Puedes Ver Que es Princesa